# Me gusta (Jake La Furia)
Me gusta è un singolo del rapper italiano Jake La Furia, pubblicato il 20 maggio 2016 come quinto estratto dal secondo album in studio Fuori da qui.
La canzone ha visto la partecipazione vocale di Alessio La Profunda Melodia.